# Chris Salvatore
Christopher Louis Salvatore, (Richboro, 22 de mayo de 1985), más conocido como Chris Salvatore, es un actor, cantautor, modelo y activista por los derechos gay estadounidense. Es actualmente una de las 50 celebridades gais más influyentes según AferElton.com.

## Biografía
Nacido y criado en Richboro, una pequeña localidad del estado de Pensilvania, en Estados Unidos, Chris Salvatore comenzó realizando presentaciones artísticas de canto y actuación para su familia. Luego de terminar sus estudios secundarios, ingresó al Berklee College of Music en Boston para estudiar interpretación vocal.

## Carrera
Tras un tiempo en Berklee, Chris se mudó a Nueva York para probar sus habilidades actorales, una vez allí se matriculó en el New York Conservatory for Dramatic Arts, descubriendo su talento y fascinación por la actuación. Al concluir sus estudios en teatro, comienza a preparar su trayectoria en la industria del cine, trasladándose a Los Ángeles en 2009, donde fue contactado por el director de casting para la saga de películas Eating Out para interpretar a Zack en la película Eating Out 3: All You Can Eat, continuando con su personaje en dos de las siguientes secuelas, Eating Out 4: Drama Camp (2011) y Eating Out 5: The Open Weekend (2012). 
En la música, se hizo conocido en 2010 con el lanzamiento de su canción «Dirty Love». También produce nuevas canciones versionadas que a él o a sus fanes le gustan, publicándolas en su canal de Youtube, siendo algunas de ellas «Wrecking Ball» de Miley Cyrus y «Roar» de Katy Perry.
Parte de las canciones de Chris Salvatore han sido incorporadas en el programa de televisión Paris Hilton's My New BFF de MTV y para los créditos de la película Eating Out 3: All You Can Eat.
En 2022, creó una cuenta en la red social Onlyfans.

### Activismo gay
En su labor como activista en favor de los derechos de los homosexuales y siendo abiertamente gay, Salvatore se ha dedicado a la publicación de vídeos en apoyo a la comunidad LGBT, especialmente dirigidos a jóvenes, abordando temáticas como el salir del armario, la lucha contra la homofobia, la prevención del acoso escolar homofóbico y el suicidio entre jóvenes LGBT, siendo un colaborador activo en el Proyecto It Gets Better.

## Discografía
- After All Is Said and Done (2006)
- Dirty Love - Extended play (2010)
- It Gets Better - Sencillo (2010)
- The Sound of This Beat (2010)
- Dirty Love - The Remixes (2011)
- Drama Queen - Banda sonora de Eating Out 4: Drama Camp (2011)
- What You Do To Me - Sencillo (2012)
- Hurricane - Single (2012)
- I Want Your Sex - Sencillo (2013)

## Filmografía
| Año  | Título                         | Personaje | Notas                    |
| ---- | ------------------------------ | --------- | ------------------------ |
| 2007 | Misplaced                      | Jonathon  | Cortometraje, 20 minutos |
| 2009 | Eating Out 3: All You Can Eat  | Zack      |                          |
| 2010 | FIT                            |           |                          |
| 2011 | Eating Out 4: Drama Camp       | Zack      |                          |
| 2012 | Eating Out 5: The Open Weekend | Zack      |                          |
| 2012 | By the Way                     |           | Cortometraje             |
| 2015 | Paternity Leave                | Thomas    |                          |